# Sikorzyno (przystanek kolejowy)
Sikorzyno – zlikwidowany przystanek osobowy w Sikorzynie na linii kolejowej Kościerzyna – Gołubie Kaszubskie, w województwie pomorskim.